# Francis Armitage
Francis Armitage est un personnage de l'univers de la série télévisée britannique de science-fiction Doctor Who. Il apparaît pour la première fois en 2014, dans l'épisode Le Gardien de Doctor Who. Il est interprété par Nigel Betts.

## Histoire du personnage
Francis Armitage apparaît pour la première fois dans l'épisode Dans le ventre du Dalek, où il présente Danny Pink à Clara Oswald. Il est alors le principal du collège Coal Hill, où Clara Oswald, la compagne du Docteur travaille. Il revient ensuite dans Le Gardien, le sixième épisode de la saison 8, en 2014. Le Docteur remarque que le collège et ses alentours vont être la cible d'une attaque par un « Blitzer Skovox », une machine de guerre. Il hypnotise donc le gardien du collège, et postule pour le remplacer. Ainsi, M. Armitage recrute le Docteur en tant que « John Smith », le gardien-remplaçant. Le principal demande à Clara de s'occuper de la tombola pour la fête du collège, deux semaines plus tard. Il revient plus tard pour accueillir les parents d'élèves à la réunion parents-professeurs.
Dans La Nécrosphère, il annonce aux élèves et aux professeurs du collège le décès de Danny Pink, le petit-ami de Clara Oswald, professeur de Mathématiques.
Il réapparaît en 2016 dans la série dérivée de Doctor Who, Class, où il est à la tête de l'Université Coal Hill. On découvre dans For Tonight We Might Die que c'est lui qui a recruté Mlle Quill en tant que professeur de Sciences. On voit qu'il fait confiance à April MacLean, puisqu'il lui confie les clés de la salle polyvalente, où se passera le bal d'année, afin qu'elle la décore. Dans The Coach With the Dragon Tattoo, Mlle Quill se fait inspecter, et il lit son rapport d'inspection. Lorsqu'elle lui dit que personne ne l'aime, il la contredit en lui disant qu'il l'apprécie. Plus tard, alors qu'April, Charlie et Tanya viennent lui poser des questions concernant la disparition d'un membre du personnel de cuisine, il se fait dévorer par le dragon du tatouage.
Il est remplacé par Dorothea Ames dans Co-Owner of a Lonely Heart, le quatrième épisode de Class. C'est elle qui apprend à Mlle Quill que le prénom de M. Armitage était « Francis ».

## Apparitions du personnage

### Épisodes deDoctor Who
- 2014 : Dans le Ventre du Dalek
- 2014 : Le Gardien
- 2014 : La Nécrosphère

### Épisodes deClass
- 2016 : For Tonight We Might Die
- 2016 : The Coach With the Dragon Tattoo